# Pseudotruljalia nigronotatus
Pseudotruljalia nigronotatus är en insektsart som först beskrevs av Lucien Chopard 1934.  Pseudotruljalia nigronotatus ingår i släktet Pseudotruljalia och familjen syrsor. Inga underarter finns listade i Catalogue of Life.